# Cabo San Lucas
Cabo San Lucas (phát âm tiếng Tây Ban Nha: [ˈkaβo san ˈlukas], Mũi Thánh Luke), thường được gọi là Cabo trong tiếng Anh tại Mỹ, là một thành phố tọa lạc ở mũi phía nam của bán đảo Baja California, trong tiểu bang của Mexico Baja California Sur. Cabo San Lucas cùng với San José del Cabo được biết đến với tên Los Cabos. Tính đến năm 2010, thành phố có dân số 68.463 người
Cabo đã được đánh giá là một trong 5 điểm du lịch hàng đầu Mexico với những bãi biển, các địa điểm lặn biển, balnearios, vòm biển El Arco de Cabo San Lucas, và sinh vật biển. Hành lang Los Cabos đã trở thành một địa điểm du lịch, với nhiều khu nghỉ mát dọc bờ biển giữa Cabo San Lucas và San José Del Cabo.
Khu vực này là nơi có các loài hoang dã gồm cả tia, cá mập, các loài chim như chim ưng và một loạt các loại cá như mahi-mahi (Dorada) và sọc marlin.

## Khí hậu
| Dữ liệu khí hậu của Cabo San Lucas, Baja California Sur (1951–2010) | Dữ liệu khí hậu của Cabo San Lucas, Baja California Sur (1951–2010) | Dữ liệu khí hậu của Cabo San Lucas, Baja California Sur (1951–2010) | Dữ liệu khí hậu của Cabo San Lucas, Baja California Sur (1951–2010) | Dữ liệu khí hậu của Cabo San Lucas, Baja California Sur (1951–2010) | Dữ liệu khí hậu của Cabo San Lucas, Baja California Sur (1951–2010) | Dữ liệu khí hậu của Cabo San Lucas, Baja California Sur (1951–2010) | Dữ liệu khí hậu của Cabo San Lucas, Baja California Sur (1951–2010) | Dữ liệu khí hậu của Cabo San Lucas, Baja California Sur (1951–2010) | Dữ liệu khí hậu của Cabo San Lucas, Baja California Sur (1951–2010) | Dữ liệu khí hậu của Cabo San Lucas, Baja California Sur (1951–2010) | Dữ liệu khí hậu của Cabo San Lucas, Baja California Sur (1951–2010) | Dữ liệu khí hậu của Cabo San Lucas, Baja California Sur (1951–2010) | Dữ liệu khí hậu của Cabo San Lucas, Baja California Sur (1951–2010) |
| Tháng                                                               | 1                                                                   | 2                                                                   | 3                                                                   | 4                                                                   | 5                                                                   | 6                                                                   | 7                                                                   | 8                                                                   | 9                                                                   | 10                                                                  | 11                                                                  | 12                                                                  | Năm                                                                 |
| ------------------------------------------------------------------- | ------------------------------------------------------------------- | ------------------------------------------------------------------- | ------------------------------------------------------------------- | ------------------------------------------------------------------- | ------------------------------------------------------------------- | ------------------------------------------------------------------- | ------------------------------------------------------------------- | ------------------------------------------------------------------- | ------------------------------------------------------------------- | ------------------------------------------------------------------- | ------------------------------------------------------------------- | ------------------------------------------------------------------- | ------------------------------------------------------------------- |
| Cao kỉ lục °C (°F)                                                  | 36.0 (96.8)                                                         | 37.0 (98.6)                                                         | 37.0 (98.6)                                                         | 41.0 (105.8)                                                        | 40.0 (104.0)                                                        | 41.5 (106.7)                                                        | 41.0 (105.8)                                                        | 44.0 (111.2)                                                        | 44.0 (111.2)                                                        | 41.0 (105.8)                                                        | 38.0 (100.4)                                                        | 37.0 (98.6)                                                         | 44.0 (111.2)                                                        |
| Trung bình ngày tối đa °C (°F)                                      | 25.4 (77.7)                                                         | 25.9 (78.6)                                                         | 26.9 (80.4)                                                         | 29.0 (84.2)                                                         | 30.7 (87.3)                                                         | 31.7 (89.1)                                                         | 33.3 (91.9)                                                         | 33.7 (92.7)                                                         | 33.0 (91.4)                                                         | 32.1 (89.8)                                                         | 29.4 (84.9)                                                         | 26.8 (80.2)                                                         | 29.8 (85.6)                                                         |
| Trung bình ngày °C (°F)                                             | 19.2 (66.6)                                                         | 19.3 (66.7)                                                         | 20.2 (68.4)                                                         | 22.2 (72.0)                                                         | 23.8 (74.8)                                                         | 25.3 (77.5)                                                         | 28.1 (82.6)                                                         | 29.0 (84.2)                                                         | 28.4 (83.1)                                                         | 26.7 (80.1)                                                         | 23.5 (74.3)                                                         | 20.6 (69.1)                                                         | 23.9 (75.0)                                                         |
| Tối thiểu trung bình ngày °C (°F)                                   | 13.0 (55.4)                                                         | 12.7 (54.9)                                                         | 13.5 (56.3)                                                         | 15.4 (59.7)                                                         | 17.0 (62.6)                                                         | 19.0 (66.2)                                                         | 22.8 (73.0)                                                         | 24.2 (75.6)                                                         | 23.9 (75.0)                                                         | 21.4 (70.5)                                                         | 17.5 (63.5)                                                         | 14.5 (58.1)                                                         | 17.9 (64.2)                                                         |
| Thấp kỉ lục °C (°F)                                                 | 4.5 (40.1)                                                          | 1.5 (34.7)                                                          | 1.0 (33.8)                                                          | 7.0 (44.6)                                                          | 6.5 (43.7)                                                          | 10.0 (50.0)                                                         | 10.0 (50.0)                                                         | 10.0 (50.0)                                                         | 10.0 (50.0)                                                         | 10.0 (50.0)                                                         | 1.0 (33.8)                                                          | 5.0 (41.0)                                                          | 1.0 (33.8)                                                          |
| Lượng Giáng thủy trung bình mm (inches)                             | 11.7 (0.46)                                                         | 3.4 (0.13)                                                          | 1.8 (0.07)                                                          | 1.3 (0.05)                                                          | 0.1 (0.00)                                                          | 0.0 (0.0)                                                           | 13.3 (0.52)                                                         | 48.5 (1.91)                                                         | 82.3 (3.24)                                                         | 32.2 (1.27)                                                         | 11.5 (0.45)                                                         | 14.5 (0.57)                                                         | 220.6 (8.69)                                                        |
| Số ngày giáng thủy trung bình (≥ 0.1 mm)                            | 1.2                                                                 | 0.4                                                                 | 0.3                                                                 | 0.1                                                                 | 0.1                                                                 | 0.0                                                                 | 1.1                                                                 | 2.9                                                                 | 3.3                                                                 | 1.6                                                                 | 0.7                                                                 | 1.0                                                                 | 12.7                                                                |
| Nguồn: Servicio Meteorologico Nacional                              |                                                                     |                                                                     |                                                                     |                                                                     |                                                                     |                                                                     |                                                                     |                                                                     |                                                                     |                                                                     |                                                                     |                                                                     |                                                                     |